# فلاویان بلسون
فلاویان بلسون (انگلیسی: Flavien Belson؛ زادهٔ ۲۲ فوریهٔ ۱۹۸۷) بازیکن فوتبال اهل فرانسه است.
از باشگاه‌هایی که در آن بازی کرده‌است می‌توان به باشگاه فوتبال متس، باشگاه فوتبال یئوویل تاون، باشگاه فوتبال میلتون کینز دونز، باشگاه فوتبال کن، و باشگاه ورزشی آمیان اشاره کرد.
وی همچنین در تیم‌های ملی فوتبال زیر ۱۷ سال فرانسه و جزیره گوادلوپ بازی کرده‌است.